# Tromeǵa
Tromeǵa (en macédonien Тромеѓа) est un village du nord de la Macédoine du Nord, situé dans la municipalité de Koumanovo. Le village comptait 1298 habitants en 2002. Le village compte une très forte minorité serbe.

## Démographie
Lors du recensement de 2002, le village comptait :
- Macédoniens : 692
- Serbes : 604
- Autres : 2